# Binnie Hale
Beatrice Mary Hale-Monro, detta Binnie (Liverpool, 22 maggio 1899 – Hastings, 10 gennaio 1984), è stata un'attrice, cantante e ballerina inglese.
Fu una delle star del teatro musicale di maggior successo a Londra negli anni '20 e '30, in grado di cantare ruoli da protagonista in operetta e musical, ed era popolare come protagonista nella pantomima. I suoi ruoli più ricordati furono nei musical No, No, Nanette (1925) e Mr. Cinders (1929), in cui cantò "Spread a Little Happiness".
Negli anni '30 intraprese anche la carriera cinematografica e in seguito tenne un programma radiofonico insieme a suo fratello Sonnie Hale. Ha continuato a recitare e cantare sul palco fino agli anni '50.

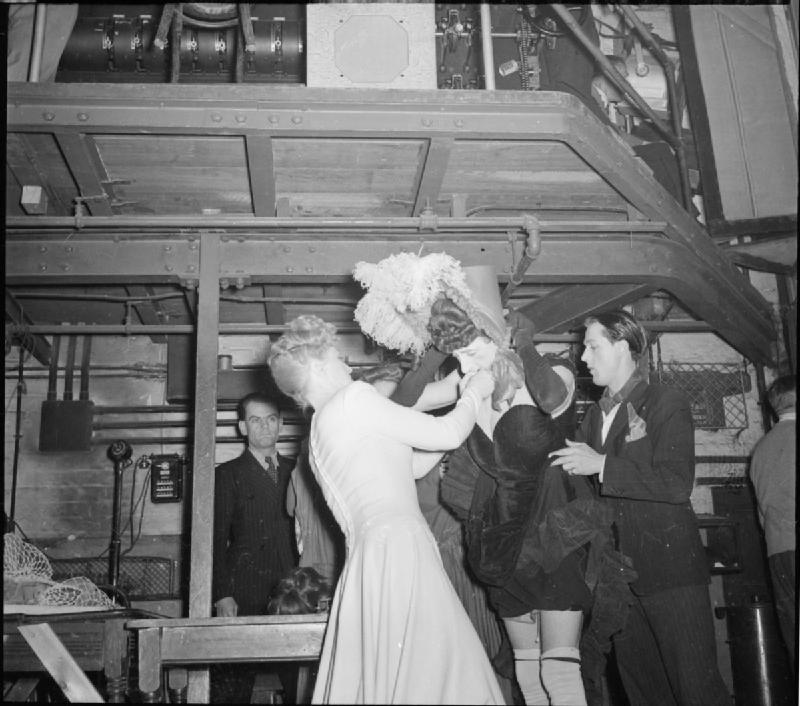
Wartime Theatre - Regno Unito, agosto 1943

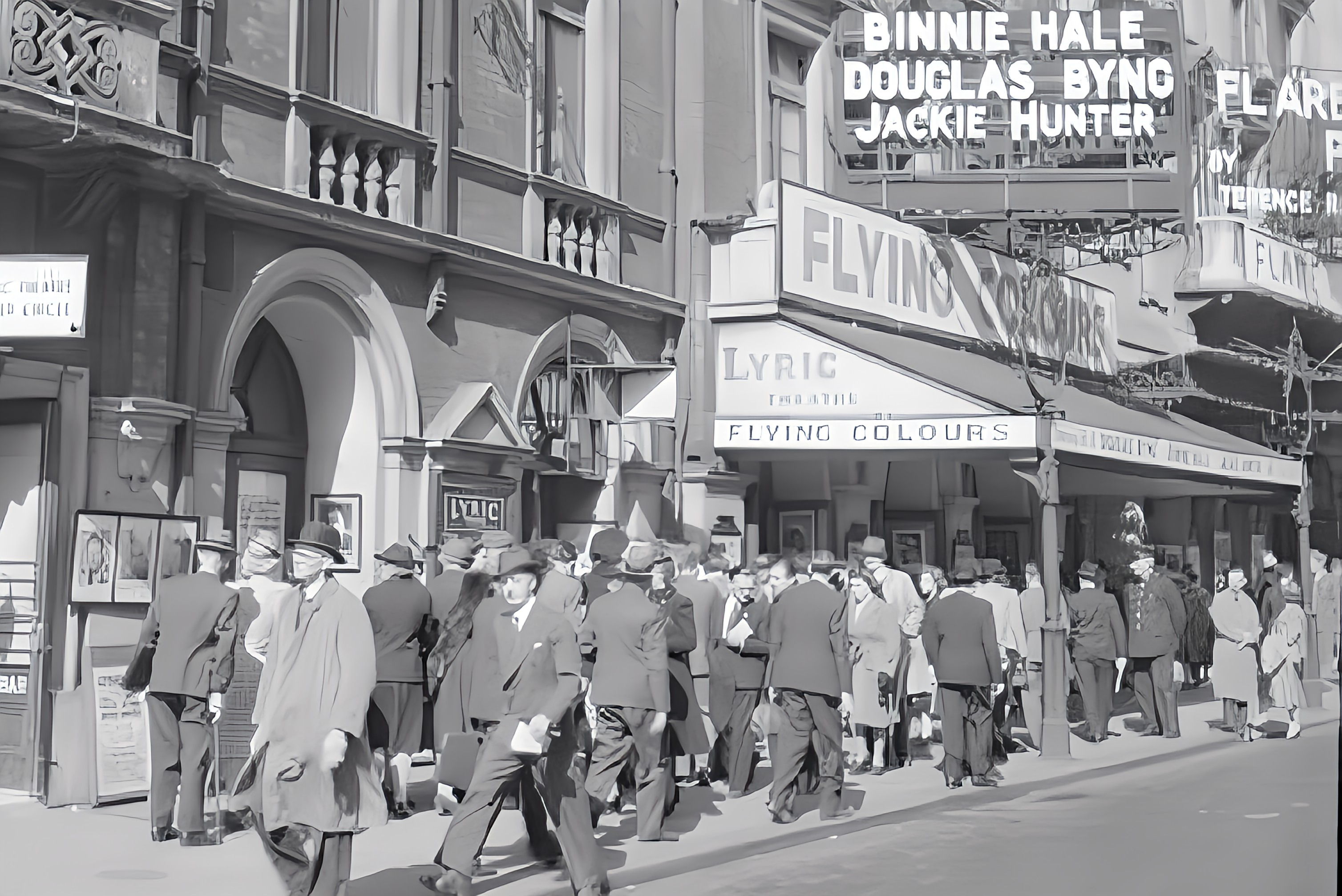
Teatro-intrattenimento in tempo di guerra a Londra

## Biografia

### Vita e carriera
Beatrice "Binnie" Mary Hale è nata a Liverpool. Suo padre, Robert Hale, e il fratello minore, Sonnie Hale, erano attori.
È stata una delle star di maggior successo a Londra negli anni '20 e '30, nota per la sua vivacità, e in grado di cantare ruoli da protagonista in operette, musical e riviste. Debuttò nel 1916 in tre produzioni: la commedia musicale Follow the Crowd, seguita dalla rivista We’re All in It, entrambe al vecchio Empire Theatre, e nel piccolo ruolo di Annette nel musical Houp La! al St Martin's Theatre di recente apertura. Dopo questo, recitò in diverse riviste e commedie musicali, tra cui 150 Pound Revue (1917), Charlotte in The Kiss Call (1919), Just Fancy e Jumble Sale (1920), Betty in My Nieces (1921), Helen nella produzione londinese di Katinka (1923), Puppets e The Odd Spot (entrambe nel 1924). INel 1924 sposò l'attore inglese Jack Raine, con il quale era apparsa in The Dippers, di Ben Travers nel 1922 e in The Odd Spot. Ebbero una figlia, Patricia, nata nel 1930. Il matrimonio terminò con il divorzio intorno al 1934.

### Carriera nel musical
Finalmente recitò nel ruolo di un musical di successo, No, No, Nanette, nel 1925 al Palace Theatre. Interpretò anche il ruolo principale nella produzione londinese di Sunny (1926). Iniziò la sua carriera cinematografica nel 1927 nel cortometraggio On with the Dance, con Leslie Henson e suo fratello. Fu Jill nel musical britannico Mr. Cinders (1929). La sua registrazione della canzone "Spread a Little Happiness" da quel musical è forse la sua incisione più ricordata. Mr. Cinders fu il primo di tre spettacoli in cui è apparsa con Bobby Howes. Successivamente, recitò nel ruolo principale di Nippy (1930), in Bow Bells, insieme a suo padre (1932) e The Dubarry come Jeanne (tour nel Regno Unito del 1932).

### Carriera nel cinema
Dal 1933 al 1937 ha realizzato cinque film. Sul palco in questi anni interpretò interpretò Peggy in Give Me a Ring (1933), Sally in Yes, Madam? (1934, con Howes, che più tardi recitò nella versione cinematografica) Anne in Rise and Shine (1936) e la rivista Coronation di Cochran Home and Beauty (1937). Nel 1937 interpretò Roszi in Magyar Melody. Negli anni quaranta, e per la maggior parte degli anni cinquanta, recitò come protagonista nelle pantomime ed apparve in spettacoli di varietà, musical come Up and Doing (1940) e Flying Colors (1941), e riviste come One, Two, Three! (1947, con suo fratello Sonnie) e Four, Five, Six! (1948, con Howes). Era in Out of this World (1950, debutto di Frankie Howerd), e The Punch Revue (1955). Lei e suo fratello avevano anche una serie radiofonica, All Hale. Nel suo ultimo ruolo nel West End, ha interpretato lla Duchessa e la Regina di Cuori in Alice nel Paese delle Meraviglie al Winter Garden Theatre (1959).
Morì all'età di 84 anni ad Hastings, nell'East Sussex.

## Film
- On with the Dance (1927)
- This is the Life (1933) – Sarah Tuttle
- Hyde Park Corner (1935) – Sophie
- The Phantom Light (1935) – Alice Bright
- Take a Chance (1937) – Wilhelmina ("Bill") Ryde
- Love from a Stranger (1937) ovvero A Night of Terror (USA) – Kate Meadows
- Magyar Melody (1939) (TV) – Roszi Belvary
- One, Two, Three! (1948) (TV)

## Ruoli teatrali selezionati
- Houp La! (1916) al St Martin's Theatre con Gertie Millar
- No, No, Nanette (1925) al Palace Theatre
- Sunny (1926)
- Mr. Cinders (1929) al London Hippodrome con Bobby Howes
- Nippy (1930) al Golders Green Hippodrome.
- Give Me a Ring (1933) al London Hippodrome
- Yes Madam? (1934) al London Hippodrome, con Howes
- Jack and the Beanstalk (1935) – Pantomime, Theatre Royal, Drury Lane
- Flying Colours (1943) al Lyric Theatre, Londra
- Four, Five, Six (1948) con Howes
- Out of this World (1950) al London Palladium con Frankie Howerd[11]
- Peggy Ryan and Ray McDonald (1950) all'Empire Theatre Newcastle[12]
- The Punch Review (1955) al Duke of York's Theatre, Londra con Alfie Bass[13]

## Discografia
- No, No, Nanette (1925)
- Who? (1926) (1926) con Jack Buchanan, dal musical Sunny
- I'm a One Man Girl (1929) con Bobby Howes, e Al Starita e la sua Novelty Orchestra
- Spread a Little Happiness (1929) dal musical Mr. Cinders
- The Debonnaire (data sconosciuta) – con Jack Buchanan ed Elsie Randolph
- As Time Goes By (1932) con i Savoy Orpheans e Carroll Gibbons, pianoforte
- You're Blasé (1932) dalla rivista Bow Bells
- Yes Madam? (1934) con Bobby Howes
- You Don't Know the Half of It (1935) dal film Hyde Park Corner
- A Nice Cup of Tea (1937) dalla rivista Home and Beauty di A.P. Herbert (testi) e Henry Sullivan (musica)

La Hale fece molte altre registrazioni tra il 1925 e il 1941, la maggior parte delle quali furono per l'etichetta Columbia di Londra.